# Hưng Thành, Vĩnh Lợi
Hưng Thành là một xã thuộc huyện Vĩnh Lợi, tỉnh Bạc Liêu, Việt Nam.

## Địa lý
Xã Hưng Thành nằm ở phía đông huyện Vĩnh Lợi, cực đông của tỉnh Bạc Liêu, có vị trí địa lý:
- Phía đông và phía bắc giáp tỉnh Sóc Trăng
- Phía tây giáp thị trấn Châu Hưng và xã Hưng Hội
- Phía nam giáp thành phố Bạc Liêu và tỉnh Sóc Trăng.

Xã Hưng Thành có diện tích 34,03 km², dân số năm 2022 là 14.669 người, mật độ dân số đạt 431 người/km².

## Hành chính
Xã Hưng Thành được chia thành 10 ấp: Gia Hội, Hoàng Quân I, Hoàng Quân II, Hoàng Quân III, Năm Căn, Ngọc Được, Nhà Thờ, Quốc Kỷ, Vườn Cò, Xẻo Nhào.

## Lịch sử
Ngày 25 tháng 7 năm 1979, Hội đồng Bộ trưởng ban hành Quyết định số 275-CP về việc thành lập xã Hưng Thành trên cơ sở một phần của xã Hưng Hội.
Ngày 6 tháng 11 năm 1996, Quốc hội ban hành Nghị quyết về việc chia tỉnh Minh Hải thành tỉnh Bạc Liêu và tỉnh Cà Mau. Khi đó, xã Hưng Thành thuộc huyện Vĩnh Lợi, tỉnh Bạc Liêu.
Ngày 26 tháng 7 năm 2005, Chính phủ ban hành Nghị định số 96/2005/NĐ-CP về việc thành lập huyện Hòa Bình trên cơ sở một phần diện tích và dân số của huyện Vĩnh Lợi. Xã Hưng Thành trực thuộc huyện Vĩnh Lợi.
Ngày 23 tháng 11 năm 2020, HĐND tỉnh Bạc Liêu ban hành Nghị quyết số 30/NQ-HĐND về việc sáp nhập ấp Phú Tòng vào ấp Nhà Thờ.

## Kinh tế - xã hội
Năm 2019, xã Hưng Thành đã đề ra 20 chỉ tiêu do nghị quyết Đại hội lần thứ XII, trong đó có 7 chỉ tiêu đạt và 13 chỉ tiêu vượt:
- Chỉ tiêu quan trọng mà Đảng bộ xã Hưng Thành tập trung thực hiện và đạt được trong nhiệm kỳ qua đó là xây dựng xã đạt chuẩn xã nông thôn mới và đạt chuẩn xã văn hóa nông thôn mới vào năm 2019 về đích trước một năm so với nghị quyết Đại hội Đảng bộ đề ra.
- Xã hiện có tỷ lệ hộ sử dụng điện an toàn trên 99%, tất cả các tuyến đường về trung tâm xã, ấp, qua các khu dân cư đều được xây dựng mới và được đầu tư mở rộng thêm.
- Tỷ lệ hộ nghèo của xã hiện còn 1,24%, tỷ lệ bao phủ bảo hiểm y tế toàn xã đạt trên 85%.
- Tốc độ tăng trưởng bình quân hằng năm trên 6,9%, thu nhập bình quân đầu người đạt gần 46 triệu đồng/người/năm.
- Quốc phòng, an ninh được tăng cường, giữ vững và ổn định.
- Hệ thống chính trị được củng cố.

Các trường học tại xã Hưng Thành:
- Trường Mầm non Hướng Dương ở ấp Gia Hội
- Trường Tiểu học Lê Quý Đôn ở ấp Gia Hội
- Trường Tiểu học Hoàng Quân ở ấp Hoàng Quân I
- Trường Tiểu học Nguyễn Văn Trỗi ở ấp Năm Căn
- Trường THCS Hưng Thành ở ấp Gia Hội.

Trên địa bàn xã xã có 1 trạm y tế tại ấp Năm Căn.
Hiện nay, xã có chợ Hưng Thành tại ấp Gia Hội.

## Văn hóa - du lịch

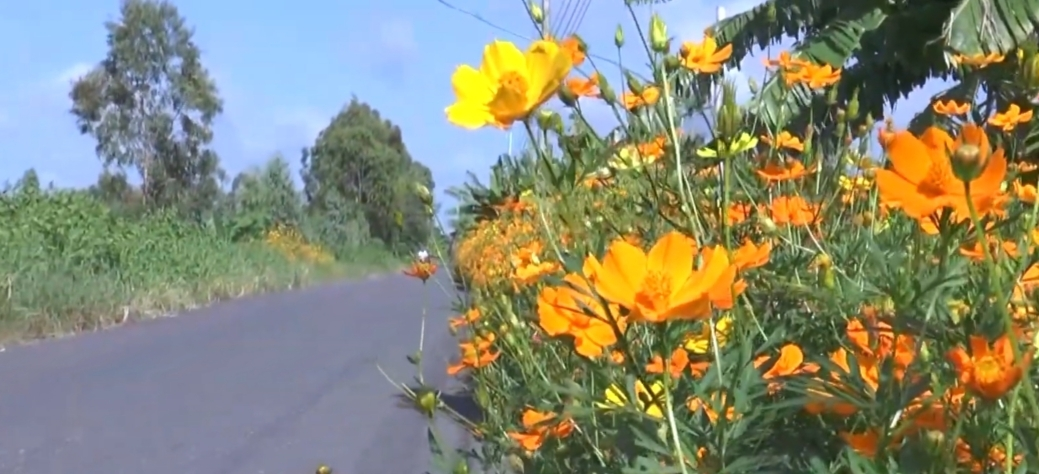
Một góc xã Hưng Thành

- Nhà thờ Nàng Rền ở ấp Nhà Thờ
- Miếu Bà Chúa Xứ ở ấp Gia Hội
- Chùa Vạn Linh ở ấp Hoàng Quân II.